# Inárcs
Inárcs is een plaats (község) en gemeente in het Hongaarse comitaat Pest. Inárcs telt 4177 inwoners (2001).